# صفاوی
صفاوی (به عربی: الصفاوی) یک منطقهٔ مسکونی در اردن است که در استان مفرق واقع شده‌است.